# Hieracium larigense
Hieracium larigense es una especie de planta con flor del género Hieracium, de la familia Asteraceae, orden Asterales.

## Distribución
Hieracium larigense se distribuye por Escocia.

## Taxonomía
Fue descrita científicamente por (Pugsl.) P. D. Sell & C. West.
Tratamiento taxonómico
La especie aparece registrada en una sección de la publicación Bot. J. Linn. Soc.